# Лопазна
Лопазна — село в Суражском районе Брянской области, административный центр Лопазненского сельского поселения.

## География
Находится в северо-западной части Брянской области на расстоянии приблизительно 13 км на восток по прямой от районного центра города Сураж.

## История
Известно с XVI века. В первой половине XVII века — владение шляхтича Абрамовича; со второй половины XVII века — владение мглинской ратуши, с 1716 — Борозди, позднее — Лишня, Федоровича, Детербена, П. В. Гудовича и других. С 1703 года упоминалась Михайловская церковь (не сохранилась). Со второй половины XVII века по 1781 год село входило в Мглинскую сотню Стародубского полка. В XX веке работали колхозы «Гигант», "Герой труда', «Красный пахарь», «Сталин». В 1859 году здесь (село Мглинского уезда Черниговской губернии) учтен был 161 двор, в 1892—256.

## Население
Численность населения: 1345 человек (1859), 1579 (1892), 713 (русские 99 %) в 2002 году, 626 в 2010.